# Manfredo II da Correggio
Manfredo II da Correggio (Correggio, ... – Correggio, 20 marzo 1546) è stato un politico italiano, conte di Correggio.

## Biografia
Era figlio di Borso da Correggio, conte di Correggio e di Francesca di Brandeburgo.
Fu uomo d'armi al servizio dell'imperatore Massimiliano I d'Asburgo e partecipò alla battaglia di Novara del 1513 al comando di un corpo di svizzeri contro i francesi. Dopo questa vittoria, fu nominato capitano generale della cavalleria leggera del ducato di Milano e onorato di una ricca pensione. Governò la contea di Correggio con il fratello Manfredo II, lo zio Giberto VII e i cugini Ippolito e Girolamo. Ottenne alcuni privilegi anche dall'imperatore Carlo V.
Morì nel 1546.

## Discendenza
Manfredo sposò nel 1514 Lucrezia d'Este, figlia di Ercole d'Este di Sigismondo ed ebbero numerosi figli:
- Camillo (1533-1605), conte di Correggio
- Giberto (1530-1580), conte di Correggio
- Fabrizio (?-1597), sposò Virginia Vitelli
- Bianca, monaca nel Monastero del Corpo di Cristo di Correggio
- Olimpia (?-di parto, maggio 1551), dapprima monaca nel Monastero del Corpo di Cristo di Correggio come suor Barbara, nel 1549 ottenne l'annullamento dei voti e sposò Francesco II Gonzaga di Novellara
- Isabella, sposò Giberto II Pio e Ottavio Gonzaga di Guastalla

## Ascendenza
|                          |                       |                                | Genitori      |  |  | Nonni |  |  | Bisnonni                 |  |  | Trisnonni               |  |
|                          |                       |                                |               |  |  |       |  |  | Gherardo VI da Correggio |  |  | Giberto IV da Correggio |  |
|                          |                       |                                |               |  |  |       |  |  | Gherardo VI da Correggio |  |  | Giberto IV da Correggio |  |
|                          |                       | Orsolina Pio                   |               |  |  |       |  |  | Gherardo VI da Correggio |  |  |                         |  |
| Manfredo I da Correggio  |                       |                                |               |  |  |       |  |  | Gherardo VI da Correggio |  |  |                         |  |
|                          |                       | …                              | …             |  |  |       |  |  |                          |  |  |                         |  |
|                          |                       | …                              | …             |  |  |       |  |  |                          |  |  |                         |  |
|                          |                       | …                              | …             |  |  |       |  |  |                          |  |  |                         |  |
| Borso da Correggio       |                       | …                              |               |  |  |       |  |  |                          |  |  |                         |  |
|                          |                       | Marco I Pio                    | Giberto I Pio |  |  |       |  |  |                          |  |  |                         |  |
|                          |                       | Marco I Pio                    | Giberto I Pio |  |  |       |  |  |                          |  |  |                         |  |
|                          |                       | Marco I Pio                    | Bianca Casati |  |  |       |  |  |                          |  |  |                         |  |
| Agnese Pio               |                       | Marco I Pio                    |               |  |  |       |  |  |                          |  |  |                         |  |
|                          |                       | Taddea de' Roberti             | …             |  |  |       |  |  |                          |  |  |                         |  |
|                          |                       | Taddea de' Roberti             | …             |  |  |       |  |  |                          |  |  |                         |  |
|                          |                       | Taddea de' Roberti             | …             |  |  |       |  |  |                          |  |  |                         |  |
| Manfredo II da Correggio |                       | Taddea de' Roberti             |               |  |  |       |  |  |                          |  |  |                         |  |
|                          | Giovanni l'Alchimista | Federico I di Brandeburgo      |               |  |  |       |  |  |                          |  |  |                         |  |
|                          | Giovanni l'Alchimista | Federico I di Brandeburgo      |               |  |  |       |  |  |                          |  |  |                         |  |
|                          | Giovanni l'Alchimista | Elisabetta di Baviera-Landshut |               |  |  |       |  |  |                          |  |  |                         |  |
| Fritz di Brandeburgo     | Giovanni l'Alchimista |                                |               |  |  |       |  |  |                          |  |  |                         |  |
|                          |                       | …                              | …             |  |  |       |  |  |                          |  |  |                         |  |
|                          |                       | …                              | …             |  |  |       |  |  |                          |  |  |                         |  |
|                          |                       | …                              | …             |  |  |       |  |  |                          |  |  |                         |  |
| Francesca di Brandeburgo |                       | …                              |               |  |  |       |  |  |                          |  |  |                         |  |
|                          |                       | …                              | …             |  |  |       |  |  |                          |  |  |                         |  |
|                          |                       | …                              | …             |  |  |       |  |  |                          |  |  |                         |  |
|                          |                       | …                              | …             |  |  |       |  |  |                          |  |  |                         |  |
| …                        |                       | …                              |               |  |  |       |  |  |                          |  |  |                         |  |
|                          |                       | …                              | …             |  |  |       |  |  |                          |  |  |                         |  |
|                          |                       | …                              | …             |  |  |       |  |  |                          |  |  |                         |  |
|                          |                       | …                              | …             |  |  |       |  |  |                          |  |  |                         |  |
|                          |                       | …                              |               |  |  |       |  |  |                          |  |  |                         |  |